# BSA (motocicletas)
Las motocicletas BSA fueron fabricadas por la Birmingham Small Arms Company Limited (BSA), un importante conglomerado industrial británico que fabricaba distintos tipos de manufacturas siderúrgicas, incluyendo armas de fuego militares y deportivas; todo tipo de vehículos a motor; maquinaria y herramientas; e incluso plantas de procesado de carbón.
En su apogeo, BSA (incluida Triumph) fue el mayor productor de motocicletas del mundo. A fines de la década de 1950 y principios de la década de 1960, la mala gestión y el fracaso en el desarrollo de nuevos productos en la división de motocicletas llevaron a una disminución drástica de las ventas en su principal mercado, los Estados Unidos. La gerencia no había apreciado la importancia del resurgimiento de la industria japonesa de motocicletas, lo que generó problemas para todo el grupo BSA.
El rescate de BSA organizado por el Gobierno Británico en 1973, puso su negocio de motocicletas en manos de Norton-Villiers. Cuando esta última compañía se liquidó a su vez en 1978, los derechos de uso de la marca BSA fueron adquiridos por una nueva empresa, la B.S.A. Company.

## Características generales

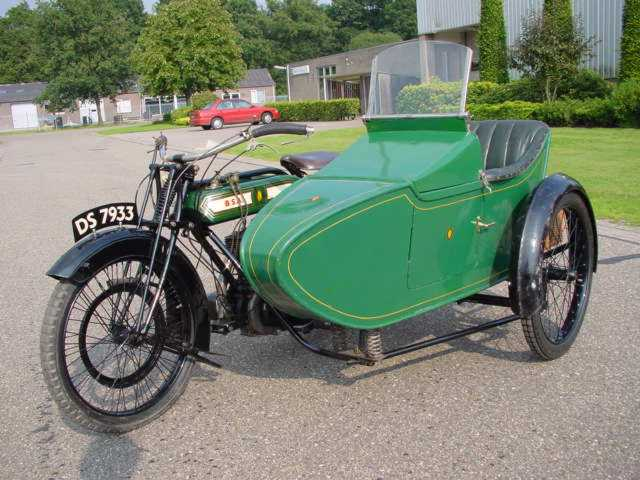
BSA S 25 con sidecar (1926)

Las motocicletas BSA inicialmente se concibieron como máquinas asequibles, con un rendimiento razonable para el usuario promedio. La compañía destacó por la fiabilidad de sus productos, la disponibilidad de repuestos y el soporte del distribuidor. Sus motocicletas fueron una mezcla de motores con válvulas laterales y con válvulas en cabeza, que ofrecían diferentes rendimientos para distintos tipos de clientes, estando disponibles por ejemplo modelos con sidecar.
En sus orígenes, estaban concebidas como un medio de transporte diario, en una época en la que los automóviles todavía no estaban al alcance de las clases trabajadoras. Las BSA también fueron populares entre las empresas "compradoras de flotas" de Gran Bretaña. Así, el modelo Bantam, elegido por el Servicio de Correos, se utilizaba para la entrega de telegramas; y el servicio de asistencia de la Asociación de Automovilistas también utilizaba sus motos. Este dominio del mercado de masas se reflejó en su publicidad, en la que se afirmaba que "una de cada cuatro motos es una BSA".
Además, estaban disponibles máquinas con mejores prestaciones para clientes que deseaban un rendimiento más deportivo, o incluso modelos preparados para disputar pruebas de competición.

## Historia

### BSA
Las motocicletas BSA fueron fabricadas por BSA Cycles Ltd, bajo la matriz de BSA, hasta 1953, cuando el negocio de las motocicletas se trasladó a la propiedad de "BSA Motorcycles Ltd". La primera noticia de la intención de la compañía de iniciar la producción de motocicletas se publicó  en The Motor Cycle, una revista británica de motociclismo, en julio de 1906. La primera motocicleta totalmente BSA, la 3½ HP se construyó en 1910 y se exhibió en el primer Salón del Olympia de Londres, celebrado el 21 de noviembre de ese año. Sir Hallewell Rogers, presidente de BSA, informó a los accionistas en la Asamblea General de 1910 en Birmingham de que: "Decidimos poner una motocicleta en el mercado para la próxima temporada ... Estas máquinas se exhibirán en el salón del motor el 21 de noviembre, fecha a partir de la cual esperamos comenzar las entregas". Las máquinas estaban disponibles para la temporada 1911 y toda la producción se agotó por completo en 1911, 1912 y 1913. BSA había adquirido previamente un motor disponible comercialmente en 1905, lo ajustó a uno de sus cuadros de bicicleta y descubrió de primera mano los problemas que debían superarse. BSA Cycles Ltd fue creada como una compañía subsidiaria en 1919 bajo el Director Gerente Charles Hyde para fabricar bicicletas y motocicletas.
En noviembre de 1919, BSA lanzó su primera motocicleta con un motor bicilíndrico en V a 50 grados, la BSA Model E de 770 cc y válvulas laterale (6–7 hp) para la temporada 1920. La máquina tenía válvulas intercambiables, sistema de vaciado total de aceite con bomba mecánica y una de bomba de emergencia manual. El precio de venta al público fue de 130 libras. Otras características fueron el carburador Amal, la transmisión por cadena, la elección de magneto o Magdyno, el embrague de 7 placas, la caja de cambios de 3 velocidades con arranque rápido y el nuevo tipo de horquilla en voladizo.
BSA produjo su único diseño de motocicleta motor de dos tiempos para la temporada 1928, el modelo A28 de 1.74 HP con caja de cambios de dos velocidades. Se produjo como A29 y A30 en los siguientes dos años y se convirtió en la A31 con una caja de cambios de tres velocidades en 1931, el último año de producción. 
BSA compró el negocio de motocicletas y bicicletas de Sunbeam a la Associated Motor Cycles Ltd en 1943, y más adelante la fábrica de motocicletas Ariel Motors Ltd en 1944. Durante la Segunda Guerra Mundial, las fábricas de BSA produjeron 126.334 motocicletas para las fuerzas aliadas, con el modelo BSA M20 elegido por el Ejército Británico. Pese a los bombardeos alemanes, la producción se incrementó de 500 a 1000 motocicletas por semana, lo que significó que la línea de producción terminaba una máquina cada 5 minutos. El departamento de motocicletas se había dejado intacto en 1939, gracias a que la demanda se había duplicado después de Dunkerque. Al mismo tiempo, el personal de BSA ofrecía conferencias y demostraciones sobre el manejo y el mantenimiento de las motocicletas a 250.000 oficiales y soldados en todo el Reino Unido.
Como resultado del aumento de la demanda de posguerra, la fábrica de Small Heath, Birmingham se adaptó por completo a la producción de motocicletas. El modelo Bantam de esta época fue un diseño alemán de DKW, recibido como parte de las reparaciones de guerra, y no un verdadero diseño de BSA.
En 1953, BSA retiró la producción de motocicletas de BSA Cycles Ltd, la compañía que había fundado en 1919, al crear BSA Motorcycles Ltd. BSA también produjo su motocicleta BSA Bantam número 100.000, un hecho que se celebró en el salón de motocicletas de 1953 con una visita de Sir Anthony Eden al Stand de BSA.

### Norton-Villiers-Triumph

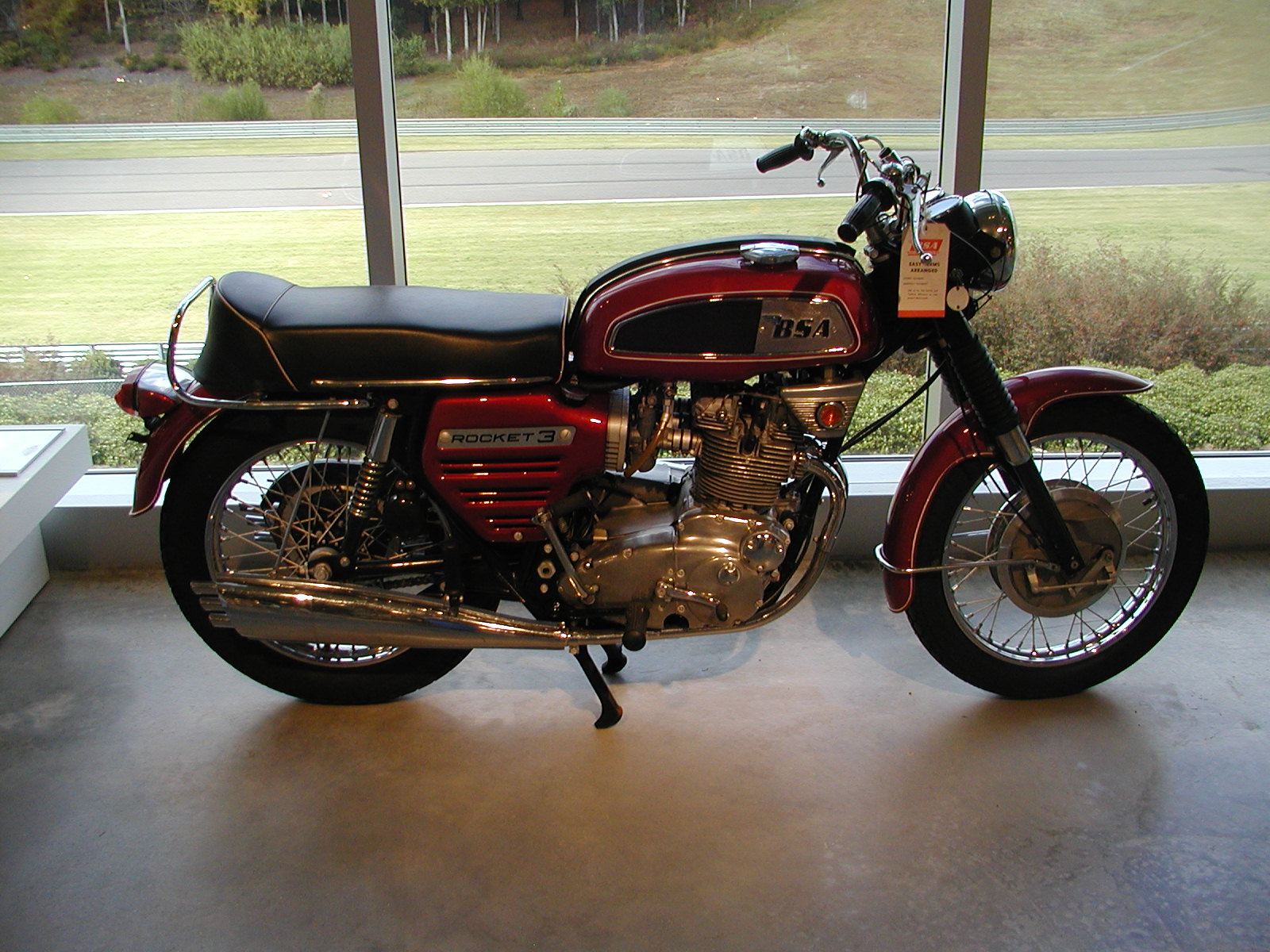
BSA Rocket 3

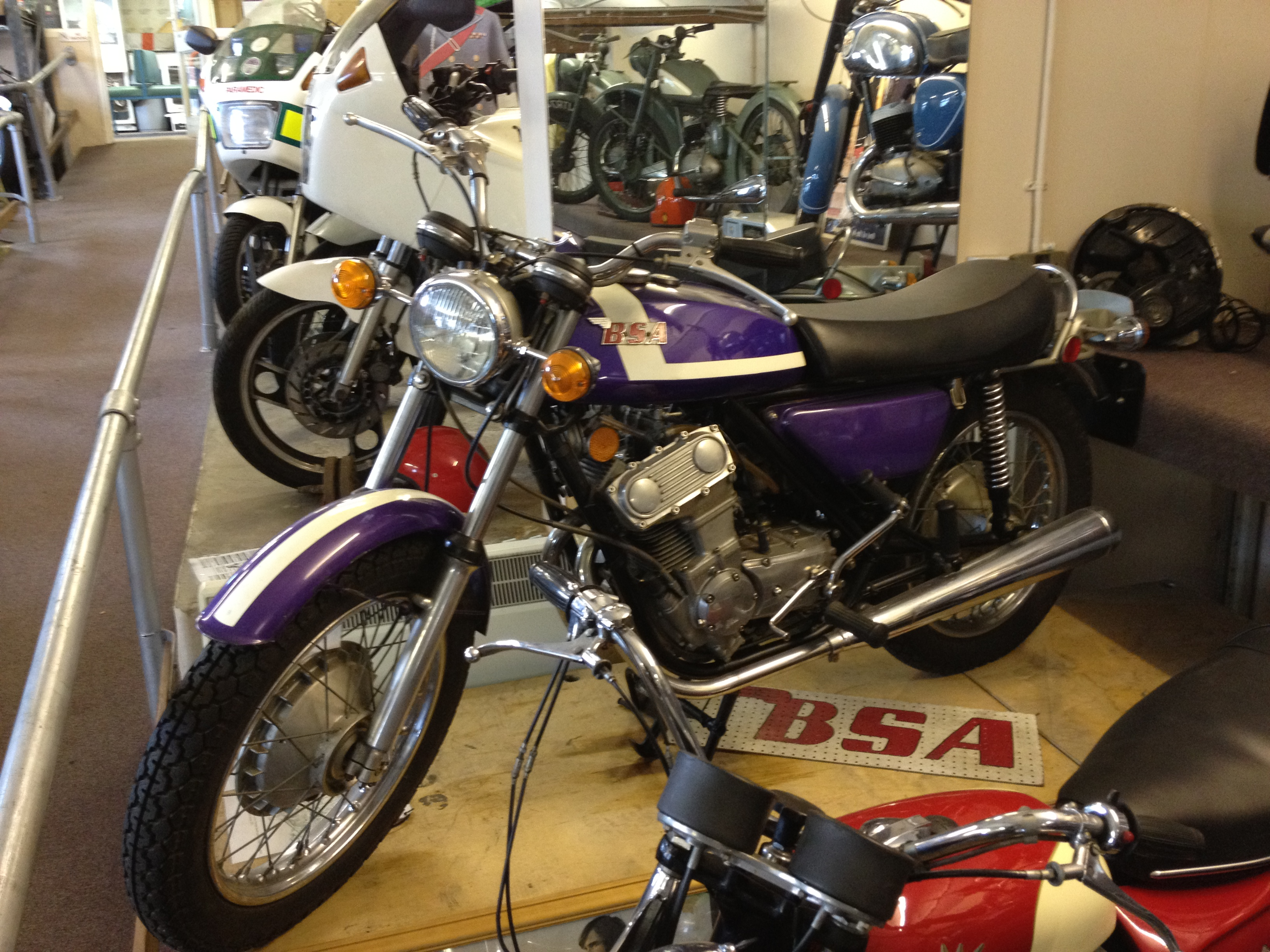
BSA Fury (1970)

El Grupo continuó expandiéndose y adquiriendo nuevas empresas en la década de 1950, pero en 1965 la competencia de las marcas japonesas (liderada por compañías como Honda, Yamaha y Suzuki) y europeas (como Jawa / CZ, Bultaco y Husqvarna) estaba erosionando la cuota de mercado de BSA.
Las gamas de BSA  y de Triumph ya no estaban en sintonía con los mercados; los ciclomotores estaban desplazando a las ventas de scooters y el sector de las motos de trial y de motocross estaba dominado por las fábricas de motores de dos tiempos europeas. Algunas decisiones de marketing deficientes y proyectos costosos contribuyeron a generar pérdidas sustanciales. Por ejemplo, la inversión en desarrollo y producción del Ariel 3, un ciclomotor de 3 ruedas ultra estable, no fue recuperada por las ventas; con unas pérdidas estimadas en 2 millones de libras. Además, BSA no tomó en serio la amenaza de que las motocicletas japonesas de arranque eléctrico pudieran destruir completamente el mercado de las motocicletas BSA de arranque rápido.
En 1968, BSA anunció muchos cambios en su línea de productos con motores moncilíndricos, bicilíndricos y la nueva máquina con motor de tres cilindros denominada "Rocket three" para el año 1969. Pasó a concentrarse en los mercados más prometedores de Estados Unidos, y en menor medida, de Canadá. Sin embargo, a pesar de la adición de accesorios modernos, por ejemplo, luces intermitentes de giro e incluso diferentes versiones de los bicilíndricos A65 para su venta en el Reino Unido y para la exportación, el daño ya estaba hecho y el final estaba cerca.
En 1971 se produjo la reorganización de la producción de motocicletas, concentrándola en Meriden, sede de Triumph, destinándose la producción de componentes y motores a la fábrica de BSA en Small Heath. Al mismo tiempo se eliminaron redundancias y se produjo la venta de activos. El banco Barclays organizó el respaldo financiero por un monto de 10 millones de libras.
Las actualizaciones continuaron hasta 1972, pero para entonces las motos japonesas de menor mantenimiento habían inundado el mercado a ambos lados del Atlántico. La fusión con Norton Villers se inició a finales de 1972, y durante un breve tiempo se construyó una motocicleta Norton 500 con el motor basado en el de la BSA B50, pero prácticamente no llegaron a venderse. La BSA B50 de 500 cc disfrutó de importantes mejoras en manos de la compañía de motocicletas CCM, lo que permitió que su diseño básico siguiera siendo competitivo hasta mediados y finales de los años 1970 en toda Europa.
La gama BSA final fue solo de cuatro modelos: Gold Star 500, 650 Thunderbolt / Lightning y la Rocket Three de 750 cc. En 1972, BSA estaba en una situación financiera tan precaria, que con una inminente quiebra a la vista, sus negocios de motocicletas se fusionaron (como parte de un plan de rescate iniciado por el Gobierno Británico) con la compañía Manganese Bronze Holdings (propietaria de Norton-Villiers), para convertirse en Norton-Villiers-Triumph (NVT), encabezada por Dennis Poore. La intención era producir y comercializar motocicletas Norton y Triumph en el país y en el extranjero; pero la racionalización de Poore condujo al despido de dos tercios de la fuerza laboral. En respuesta, los trabajadores de Triumph en Meriden crearon su propia cooperativa. Esto dejó a Poore sin BSA y sin el icónico modelo Triumph Bonneville, así que los únicos modelos NVT fabricados en 1975 fueron la Norton Commando y la Triumph T160 Trident. Aunque la Norton Commando ganó el premio "Motor Cycle News" como "Motocicleta del año" durante varias ediciones consecutivas, nada pudo ocultar el hecho de que su propulsor era un diseño antiguo, al utilizar un motor de dos cilindros en línea procedente de un modelo anterior, a pesar de su eficaz y revolucionario sistema de montaje 'Isolastic', que amortiguaba las vibraciones del motor.
La T160 fue una triple evolucionada, con una gran cantidad de mejoras, como el arranque eléctrico y los frenos de disco; y cuyo motor, construido en la planta de Small Heath de BSA, tenía, en muchos aspectos, una sorprendente similitud con el de la BSA Rocket 3 original, un motor avanzado que se montaba inclinado sobre el bastidor en lugar de ser montado verticalmente. Se encontró que este diseño daba una mejor distribución del peso y permitía que los componentes auxiliares como el motor de arranque se montaran detrás del bloque de cilindros, por lo que aparentemente reivindicaban el anterior diseño paralelo-inclinado de BSA.
En compensación por asumir el negocio de motocicletas de BSA, Manganese Bronze Holdings también recibió del grupo la empresa carrocera Carbodies. Aunque la denominación BSA se dejó fuera del nombre de la nueva compañía, algunos productos siguieron fabricándose con su nombre hasta 1973. Sin embargo, el plan implicaba la eliminación de algunas marcas, grandes despidos y la consolidación de la producción en dos fábricas. Este plan para rescatar y combinar a Norton, BSA y Triumph fracasó ante la resistencia de los trabajadores. Las fábricas de Norton y BSA finalmente se cerraron, mientras que Triumph quedó seriamente dañada, colapsando cuatro años después.

### BSA Company Ltd
Los derechos adquiridos en 1973 por Norton Villiers Triumph, con la liquidación de este grupo en 1978, fueron adquiridos por una nueva compañía formada por la gerencia, denominada B.S.A. Company Limited.

## Competición deportiva

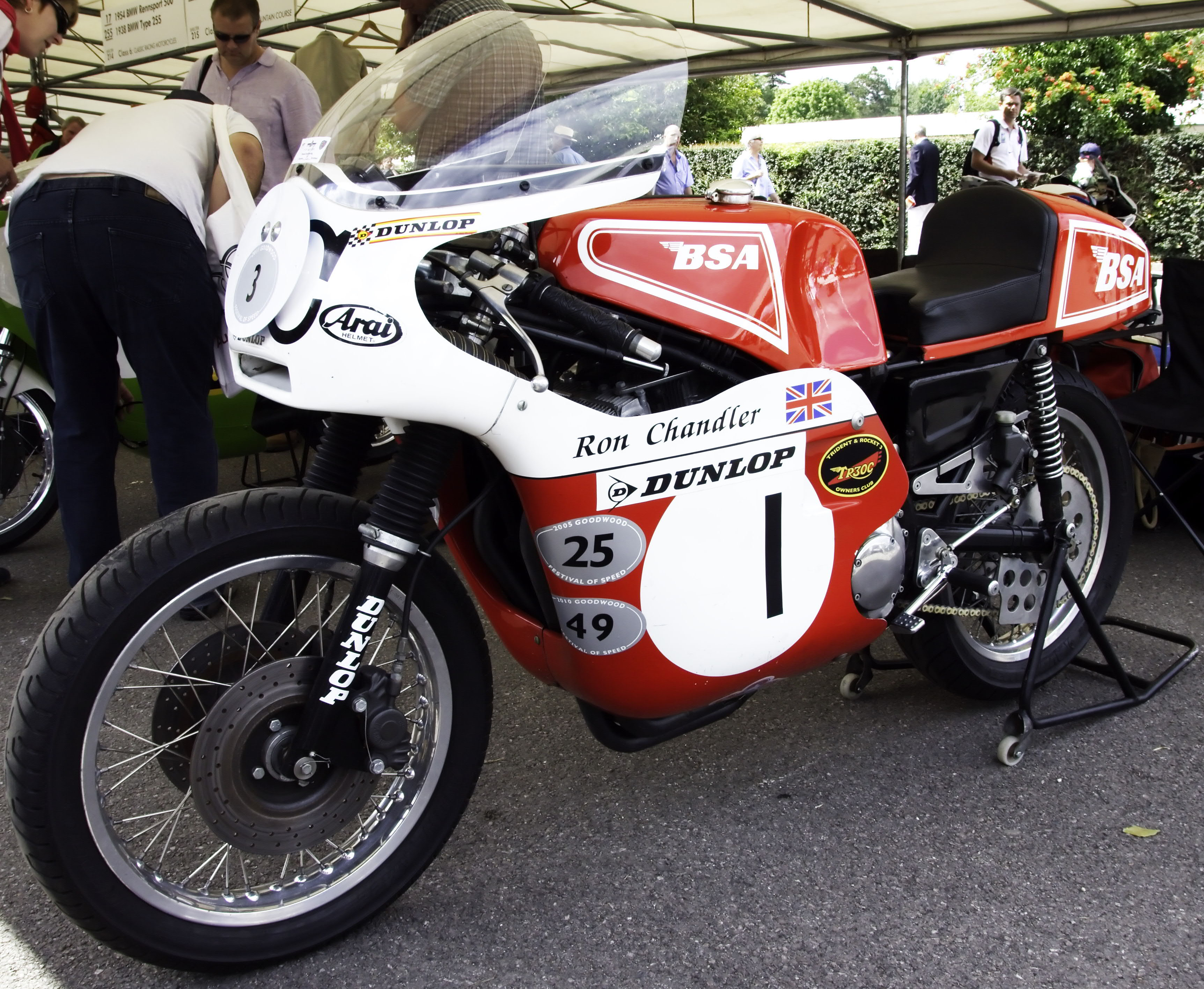
BSA Rocket 3

Inicialmente, después de la Segunda Guerra Mundial, las motocicletas BSA no eran generalmente vistas como máquinas de carreras, especialmente en comparación con las Norton. En el período inmediato de posguerra, pocas BSA se inscribieron en pruebas como las carreras del Tourist Trophy, aunque esto cambió radicalmente tras iniciarse las pruebas de la categoría Junior Clubman (motocicletas de motor más pequeño que corrían durante unas 3 o 4 vueltas alrededor de uno de los recorridos de la Isla de Man). En 1947 había solo un par de corredores con motos BSA; pero en 1952 ya eran la mayoría; y en 1956, se inscribieron 53 BSA, por tan solo una Norton y una Velocette.
Para mejorar las ventas en Estados Unidos, en 1954, por ejemplo, BSA inscribió un equipo de corredores en el 200 Millas de Daytona, presentando máquinas Gold Star monocilíndricas y Shooting Star bicilíndricas, preparadas por Roland Pike. Los corredores del equipo BSA acapararon los cinco primeros lugares, con dos corredores más que terminaron en las posiciones 8 y 16. Este fue el primer caso de una marca copando el podio.
La fábrica también cosechó éxitos en el deporte del motocross, con Jeff Smith montando una B40 para adjudicarse en 1964 y 1965 Campeonato Mundial de Motocross de la FIM en la categoría de 500 cc. Sería el último año que una máquina con motor de cuatro tiempos ganaría el título hasta mediados de los años 1990. Las máquina de motocross BSA a menudo eran coloquialmente conocidas como "Beezer".

## En la cultura popular
- El roquero de Birmingham, Steve Gibbons, lanzó una canción titulada "BSA" en su álbum de 1980 "Saints & Sinners" como un tributo al modelo Gold Star. Esta canción se sigue tocando, y a menudo se presenta en la Isla de Man en las carreras del Tourist Trophy.

## Modelos

### Antes de la Segunda Guerra Mundial
- 3½ hp
- Modelo E
- Modelo A28

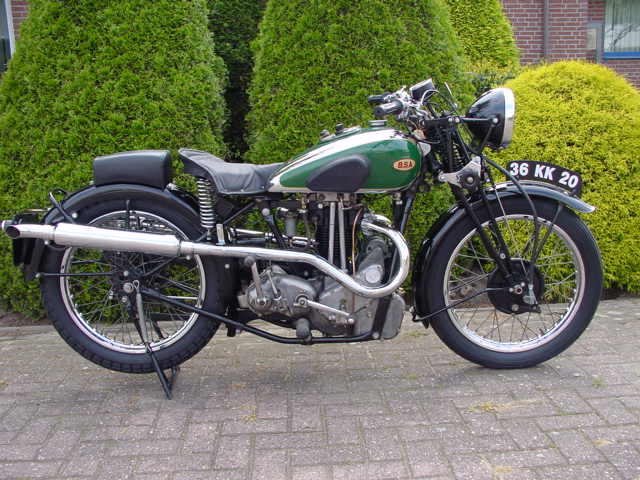
BSA Blue Star (1935)

- C10 válvulas laterales 250 cc 1938 sobre diseño de Val Page
- G14 1000 cc V-twin
- Blue Star
- Empire Star
- Silver Star
- Gold Star
- Sloper
- M20 (500cc): denominada WD (por el Departamento de Guerra), la M20 fue la motocicleta del Ejército Británico durante la Segunda Guerra Mundial
- M21 (600cc): la hermana mayor de la M20, también utilizada por el Ejército Británico en la Segunda Guerra Mundial.
- M22 (500CC)

### Después de la Segunda Guerra Mundial

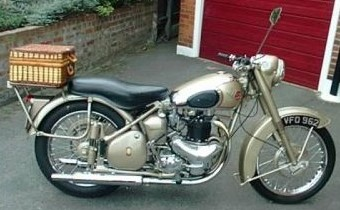
BSA Golden Flash 650 (1957)

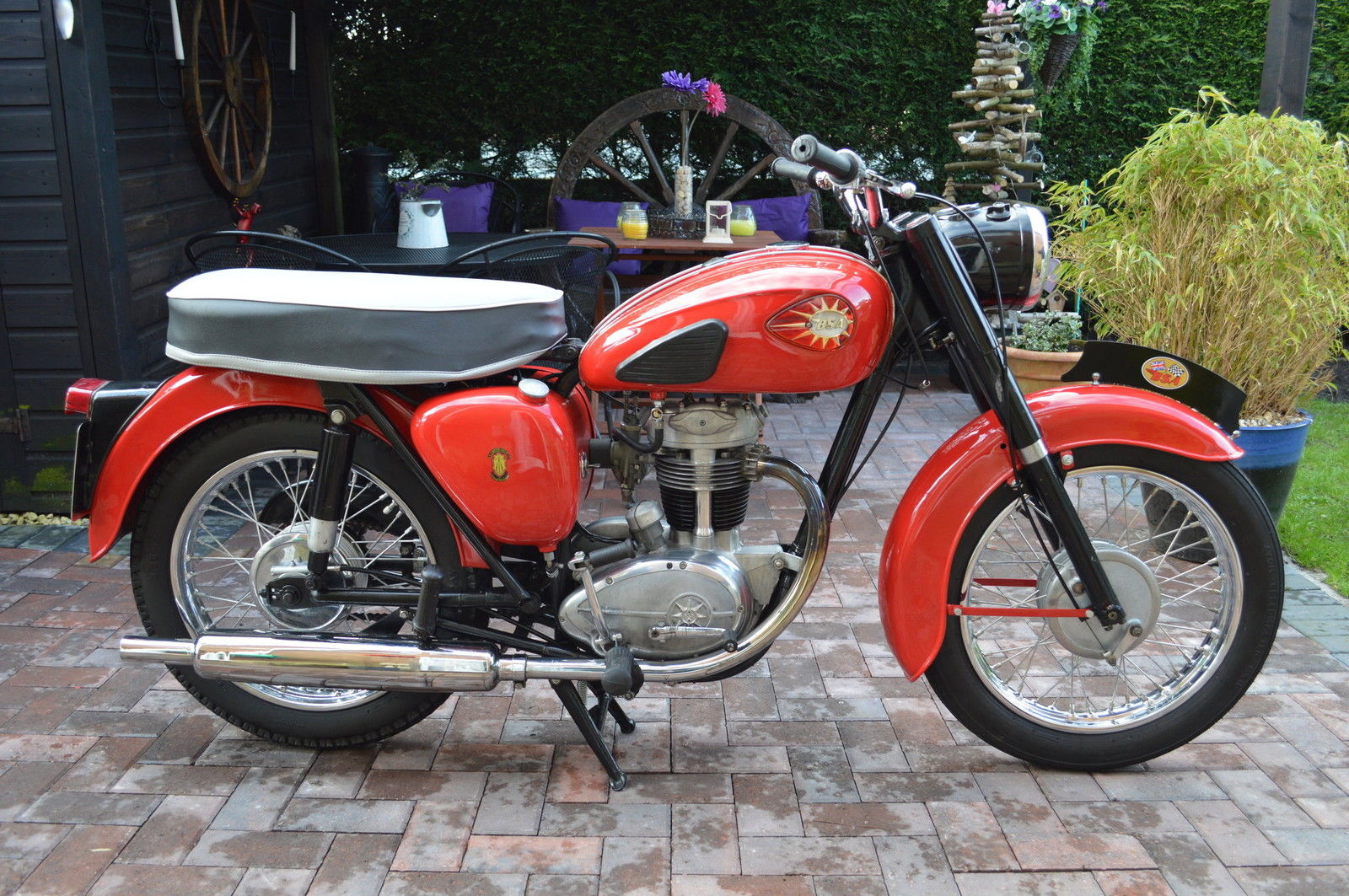
BSA C15 Star (1959)

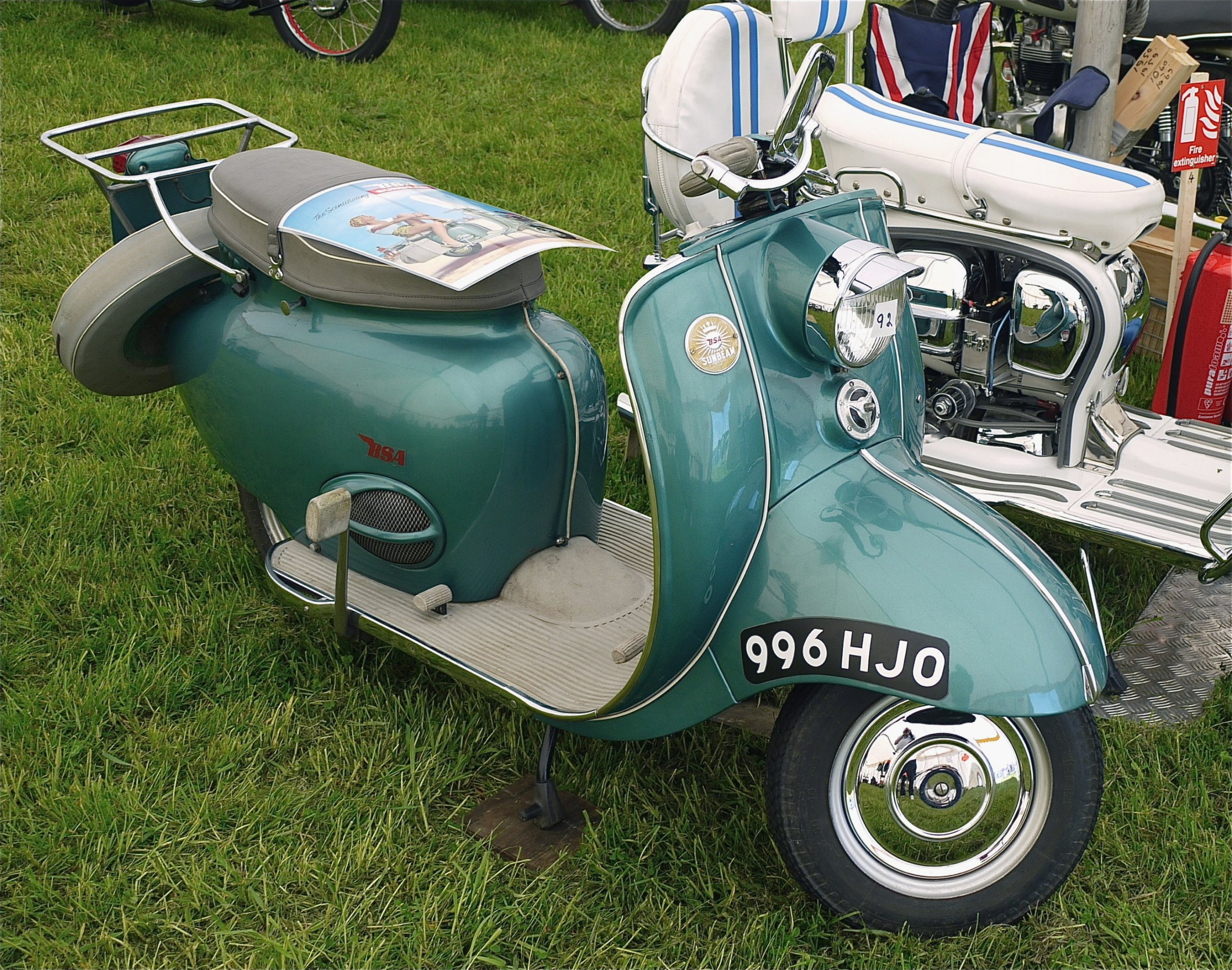
Scooter BSA Sunbeam (1960)

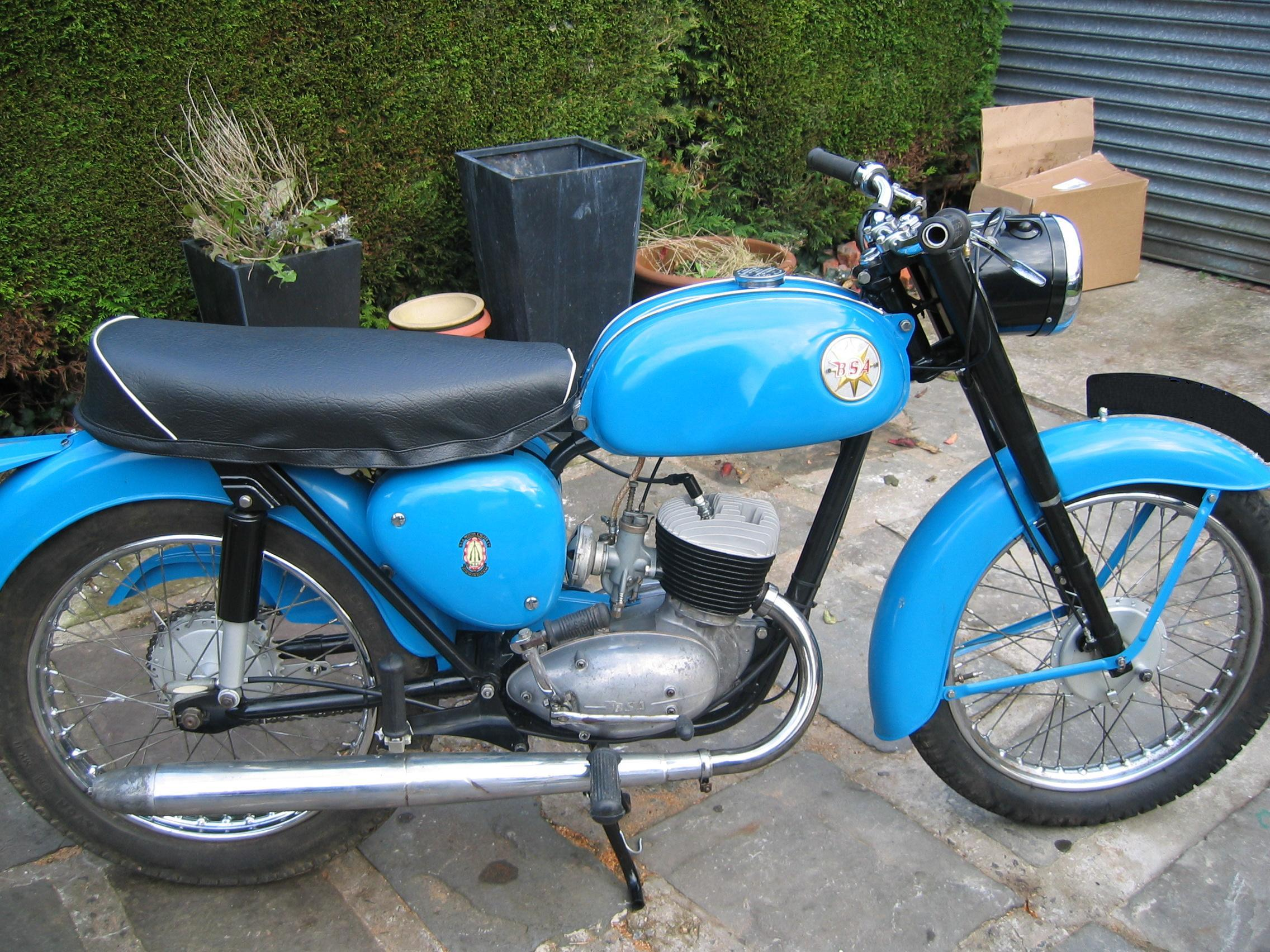
BSA Bantam (1967)

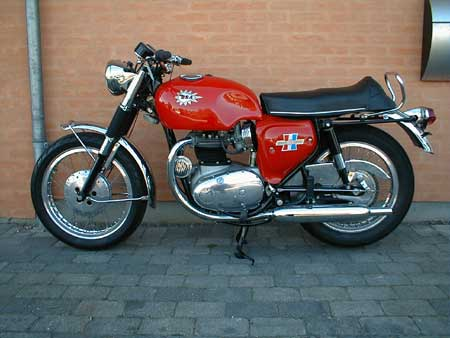
BSA Spitfire (1967)

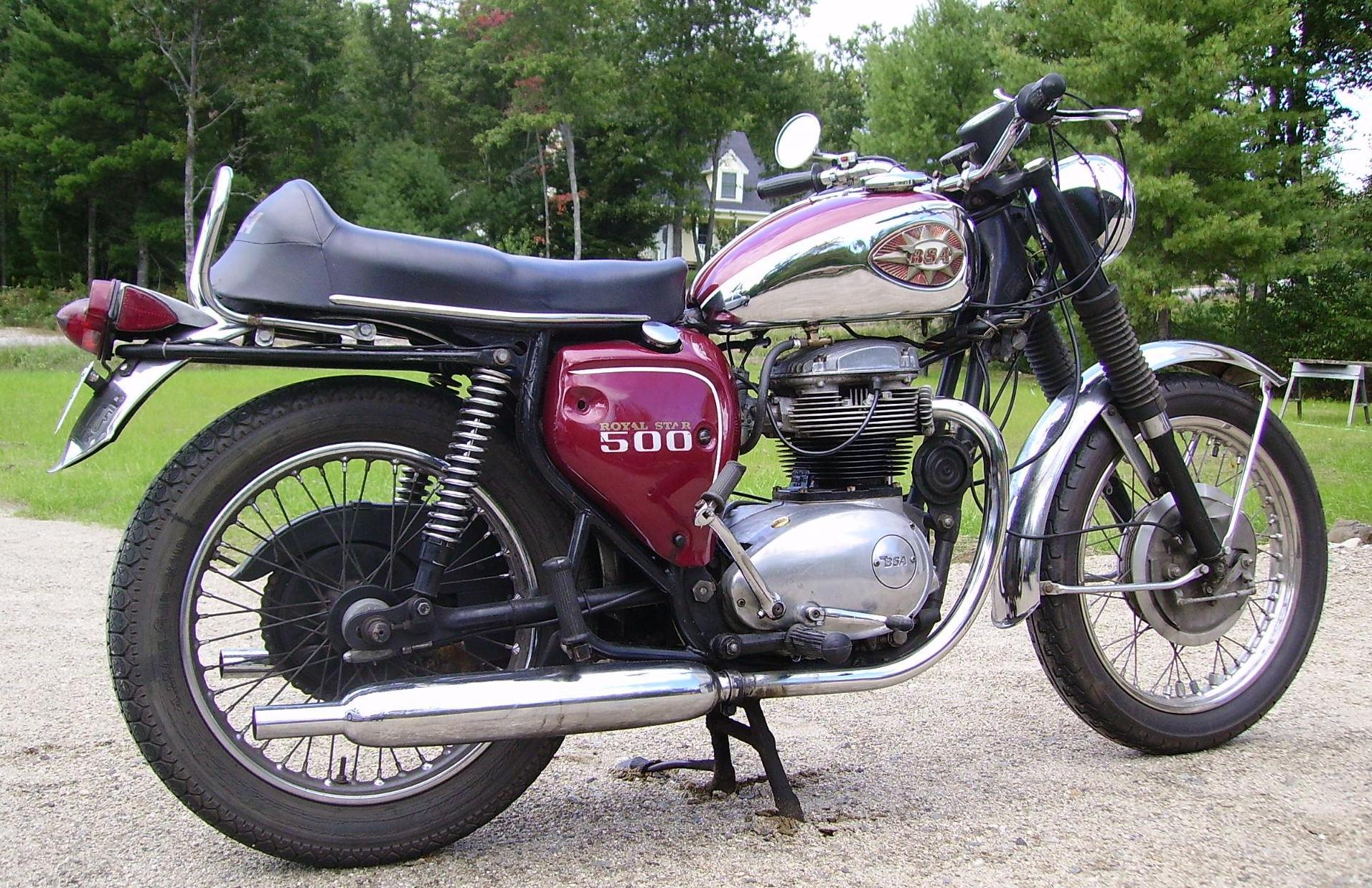
BSA Royal Star (1969)

- A series Twins (Motor OHV bicilíndrico de cuatro tiempos)
  - A7
    - A7 Shooting Star - unidad de 500 cc

  - A10 - construcción prefabricada de 650 cc
    - A10 Golden Flash
    - Super Flash A10
    - A10 Road Rocket
    - A10 Super Rocket
    - A10 Rocket Gold Star

  - A50 - unidad de 500 cc
    - A50R Royal Star
    - A50C Cyclone
    - A50W Wasp

  - A65 - unidad de 650 cc
    - A65 Star Twin
    - A65R Rocket
    - A65T Thunderbolt
    - A65L Lightning
    - A65S Spitfire
    - A65H Hornet
    - A65F Firebird Scrambler

  - A70L Lightning 750
- Triples (motores de cuatro tiempos, varilla de empuje, tres cilindros) - Los BSA Rocket 3/Triumph Trident se desarrollaron juntos. El Rocket 3 comparte la mayoría de los componentes del motor y otras partes con el Trident T150, pero tiene cilindros inclinados hacia adelante y un bastidor BSA.
  - A75R Rocket3 750
  - A75RV Rocket3 750 - 5 velocidades
  - A75V Rocket3 750 - 5 velocidades
- Singles (cilindro simple de cuatro tiempos)
  - C25 Barracuda
  - B25 Starfire - unidad de 250 cc
  - B25FS Fleetstar
  - B25 SS Gold Star
  - BSA B31 single
  - B32 Gold Star
  - B33
  - B34 Gold Star
  - B40 350 Star - unidad de 350 cc
  - B40 SS90
  - B44 Victor
  - B44
    - B44SS Shooting Star
    - B44VS Victor Special

  - B50
    - B50SS Gold Star 500
    - B50T Victor Trials
    - B50MX Motocross
- Serie C (4 tiempos de 250 cc monocilíndrico)
  - C10
  - C11 / C11G: 12 HP (9 kilovatios) - 70 mph (113 kilómetros por hora) - 2.77 l/100 km - peso 250 lb (113,4 kilogramos).

La C11 utilizó un motor C10 equipado con una culata con levas en cabeza. El bastidor de la C11 se mantuvo casi sin cambios hasta 1951, cuando BSA modificó la suspensión trasera. Las primeras cajas de cambios eran frágiles y poco fiables. La C11G estaba disponible con una caja de cambios de tres relaciones y un bastidor rígido o una caja de cambios de cuatro relaciones y un bastidor de émbolo. Ambos modelos tenían mejores frenos delanteros que los modelos anteriores. Este modelo era una motocicleta muy común, y se conservan muchas unidades.
- - C12

(1956–1958). 249 cc OHV
Usó el motor C11G, equipado con un alternador y una horquilla giratoria (conocida como suspensión oscilante).
- - C15 Star - 250cc construcción de la unidad
  - C15T Trials
  - C15S Scrambler
  - C15SS80 Sports Star 80
  - C15 Sportsman
- Serie D (cilindro simple de dos tiempos. Véase BSA Bantam para más detalles)
  - D1 Bantam - 125cc unit-construction
  - D3 Bantam Major
  - D5 Bantam Super
  - D7 Bantam Super
  - D10 Silver Bantam, Bantam Supreme, Bantam Sports, Bushman
  - D13
  - D14/4 Bantam Supreme, Bantam Sports, Bushman - 175cc
  - B175 Bantam Sports, Bushman
- Otros (pueden incluir algunas versiones de exportación de los modelos mencionados anteriormente)
  - B31 Twin (350 cc). Marco B31 equipado con un motor Triumph 3T para producir este BSA B31 Twin. Se produjeron muy pocas unidades, probablemente prototipos.
  - BSA Barracuda
  - BSA Beagle
  - BSA Boxer - 1979 - c.1981 la versión deportiva de la gama 50cc (Beaver, Boxer, Brigand, GT50). El motor fue suministrado por Moto Morini.[12]
  - BSA GT50 (renombrado de Boxer)
  - BSA Beaver (la versión de carretera estándar)
  - BSA Tracker 125/175: producto estilo moto-cross de finales de los 70 de NVT, con motor Yamaha de dos tiempos.
  - BSA Dandy 70
  - BSA Sunbeam (Scooters, también producidos como Triumph TS1, TW2 Tigress)
    - 175B1
    - 250B2

  - BSA Starfire
  - BSA Rocket Scrambler
  - BSA Rocket Gold Star
  - BSA Fury
  - BSA Hornet
  - Winged Wheel (unidad de potencia auxiliar para bicicletas)
  - T65 Thunderbolt (esencialmente una Triumph TR6P con distintivos BSA)